# هانله لائوری
ریتوا هاننِله لائوری (فنلاندی: Ritva Hannele Lauri، زادهٔ ۲۱ ژوئیه ۱۹۵۲ در تامپره، فنلاند) بازیگر زن فنلاندی است که به خاطر بازی در چندین سریال کمدی مشهور است. تمرکز شغلی و هنری او، بازیگری در تئاتر است.
نام شناسنامه‌ای او هنگام تولد هاننِله مارک‌کولا بود، پدرش آروی مارک‌کولا، سرهنگ و مادرش اِینه مارک‌کولا، مغازه‌دار بودند. وی در سال ۱۹۷۶ با هاننو لائوریِ بازیگر ازدواج کرد و صاحب دو پسر شد، سامی (۱۹۷۷) و تُمی (۱۹۷۹). این زوج در سال ۱۹۹۴ از هم جدا شدند. او در اوایل دههٔ ۲۰۰۰ با Teemu Rinne ازدواج کرد و مدت کوتاهی با او زندگی کرد.